# Jan Barendregt
Jan Barendregt (* 5. September 1881 in Beverwijk; † 15. Februar (?) 1944 in Berlin) war ein niederländischer Nationalsozialist (NSB-Mitglied seit 1933), wohlhabender Bauer und Verbindungsmann zwischen der Nederlandsche Oost Compagnie (NOC), den Niederländischen Landständen und dem deutschen Reichsministerium für die besetzten Ostgebiete (RMfdbO; auch als „Ostministerium“, RMO, bezeichnet).

## Familie
Die Eltern von Jan Barendregt waren der Landwirt Pieter Barendregt (* 9. November 1849 in Rhoon, † 5. Juli 1929) und seine Ehefrau Elizabeth Johanna Barendregt (* 24. August 1851 in Barendrecht, † 2. Oktober 1928 in Beverwijk). Barendregts Eltern heirateten am 30. April 1875.
Jan Barendregt wurde am 7. März 1907 in Haarlemmermeer mit Antje Koningen getraut.

## Werdegang
Bereits 1933 trat der Landwirt Jan Barendregt der 1931 gegründeten „Nationaal-Socialistische Beweging in Nederland“ (NSB) bei. Er war Bevollmächtigter Musserts, des Vorsitzenden der NSB, und Bauernführer in Nord-Holland. Barendregt bereitete für die NOC den „Osteinsatz“ niederländischer Bauern in den vom Deutschen Reich besetzten Gebieten Mittel- und Osteuropas vor und führte Inspektionsreisen in die NOC-Einrichtungen im Osten durch. So war er unter anderem vom 9. bis 17. November 1943 auf dem Landgut Waka T, rund 30 Kilometer südlich von Vilnius (Litauen). In diesem Mustergut der Ostkolonisation betrieb die NOC auch eine Landwirtschaftsschule. Seine Landwirtschaft in den Niederlanden übertrug er an seinen Sohn, P. Barendregt, um sich ganz der Ostsiedlung niederländischer Landbevölkerung widmen zu können.
Barendregt starb Mitte Februar, wahrscheinlich am 15. Februar 1944, infolge eines alliierten  Bombenangriffs auf Berlin, im Hotel Bristol, wo er sich offenbar gemeinsam mit dem Reichslandwirtschaftsberater J. B. Vries und Gebietskommissar Lormann oder Lohrmann aufgehalten hatte. Er wurde wahrscheinlich am 3. April 1944 in Berlin beigesetzt.
Ihm wurde postum das Kriegsverdienstkreuz erster Klasse zuerkannt.